# Il ritorno di Mr. Ripley
Il ritorno di Mr. Ripley (Ripley Under Ground) è un film del 2005 diretto da Roger Spottiswoode e basato su Il sepolto vivo, secondo romanzo del ciclo di Tom Ripley della scrittrice Patricia Highsmith. Il protagonista è interpretato da Barry Pepper.
Lo stesso personaggio è presente in altri quattro romanzi della Highsmith: Il talento di mister Ripley, L'amico americano, Il ragazzo di Tom Ripley e Ripley sott'acqua.

## Trama
Tom Ripley vive a Londra come attore di teatro, in una situazione lavorativa precaria. Ha degli amici che gravitano nel mondo dell'arte: il geniale ed esuberante pittore Derwatt, il gallerista Jeff Constant, il pittore fallito Bernard e la ragazza del pittore Cynthia. Derwatt sta per diventare famoso e questo lascia intendere che le sue tele aumenteranno di valore, ma il suo carattere volubile lo porta a prendere un'auto, mentre è ubriaco, e a rimanere ucciso nell'incidente. L'amico gallerista vede svanire il suo sogno e a quel punto, per l'interesse economico di tutti, Tom decide di nascondere il cadavere facendo credere Derwatt ancora vivo, mentre Bernard ultima le opere incompiute. Poco prima dell'incidente, mentre rubava dei soldi dall'interno di un'auto, Tom ha conosciuto una splendida ereditiera parigina, Heloise, della quale, ricambiato, si innamora. Va a trovarla in Francia, passando dei giorni nella fastosa magione di famiglia, ma gli sviluppi della situazione lo porteranno ad avere di nuovo a che fare con una morte accidentale, che anche questa volta Tom cercherà di nascondere.